# Золотолистник шовковистий
Золотолистник шовковистий (Homalothecium sericeum) — вид мохів порядку гіпнобрієвих (Hypnales).

## Поширення
Ареал охоплює такі частини світу: Європа, Африка, Північна Америка, Азія.
ґрунт на луках, скелі, скелі, чагарники, що ростуть на скельних відслоненнях; низькі висоти (≈ 0 метрів).

## Галерея

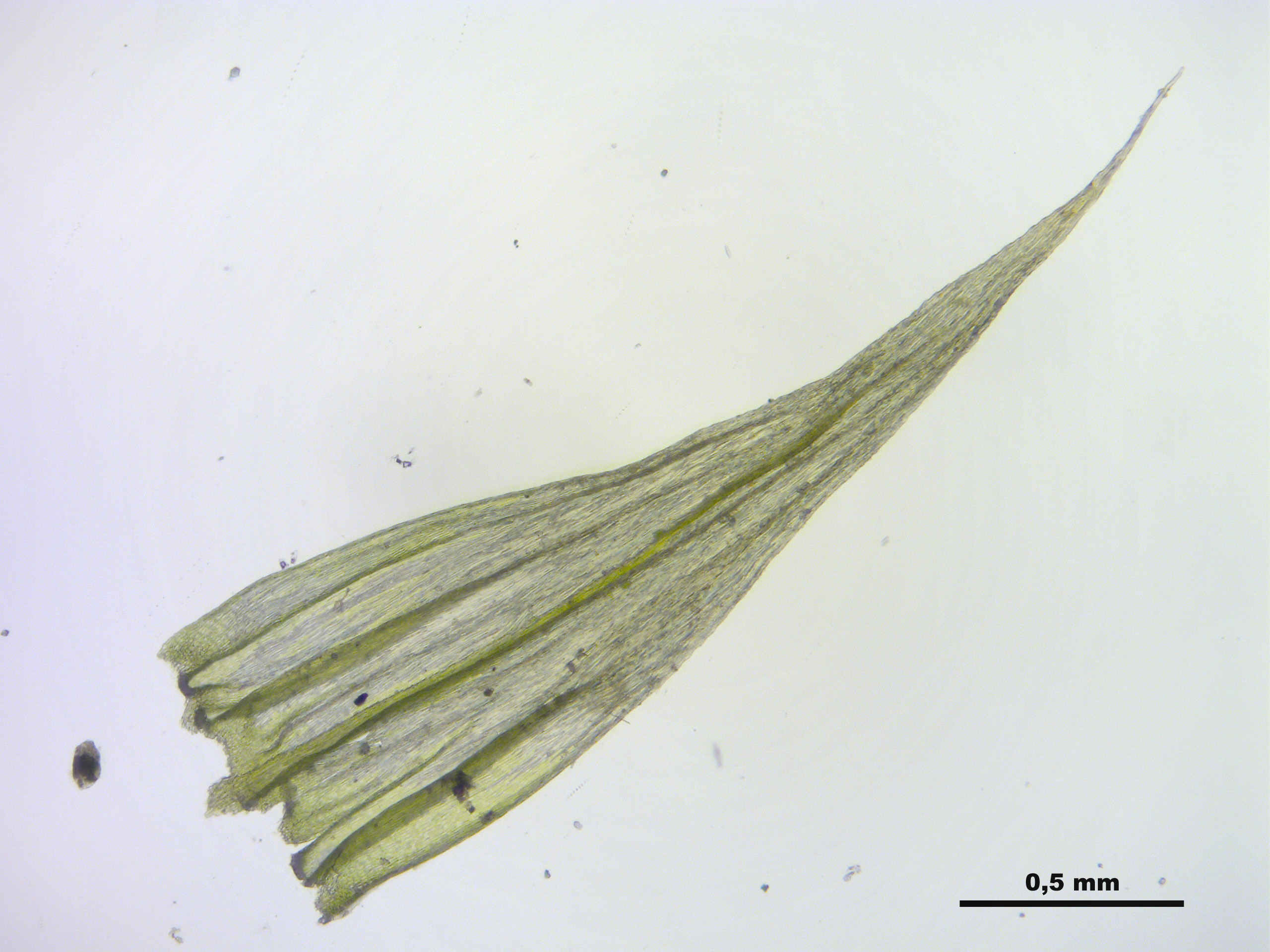
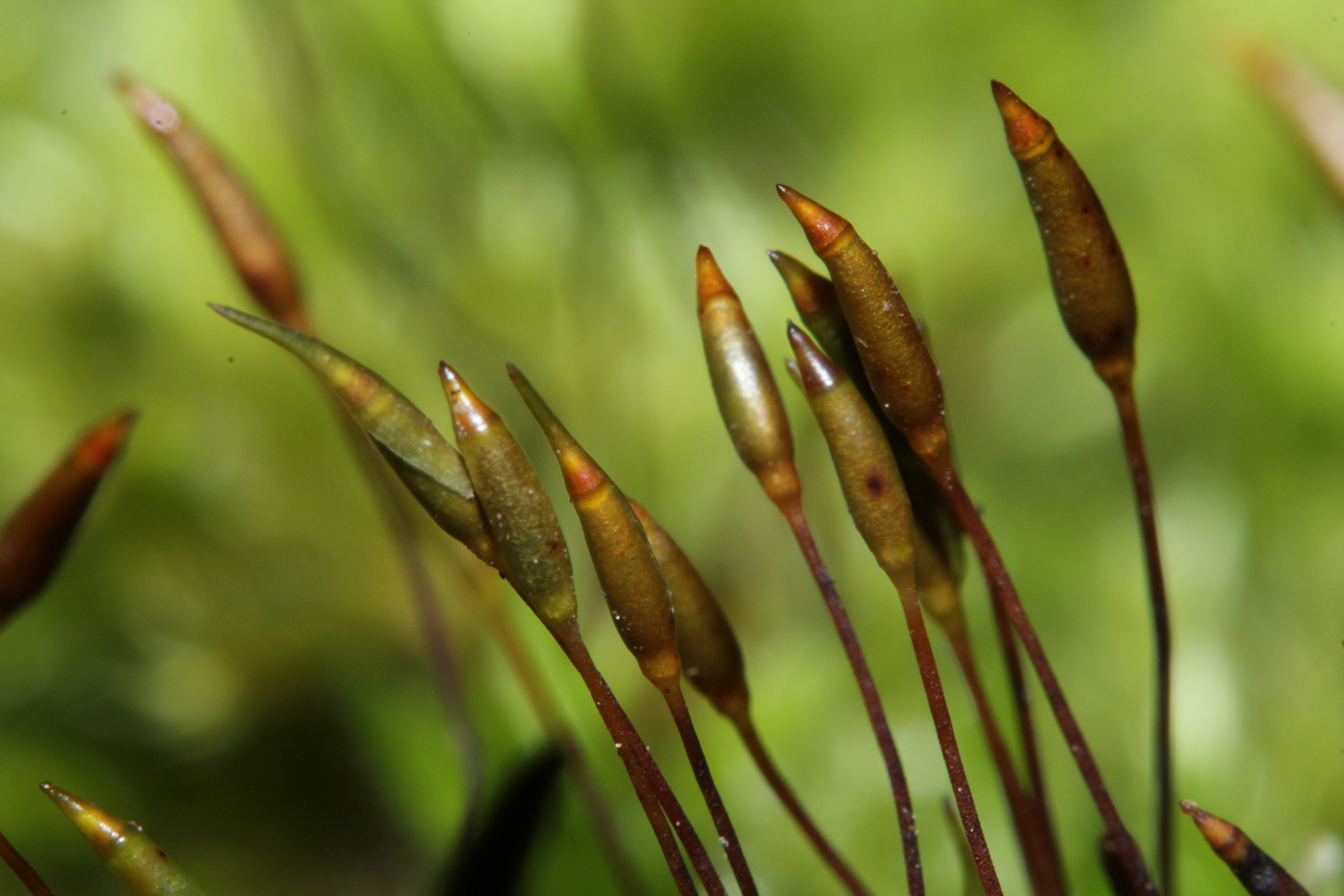
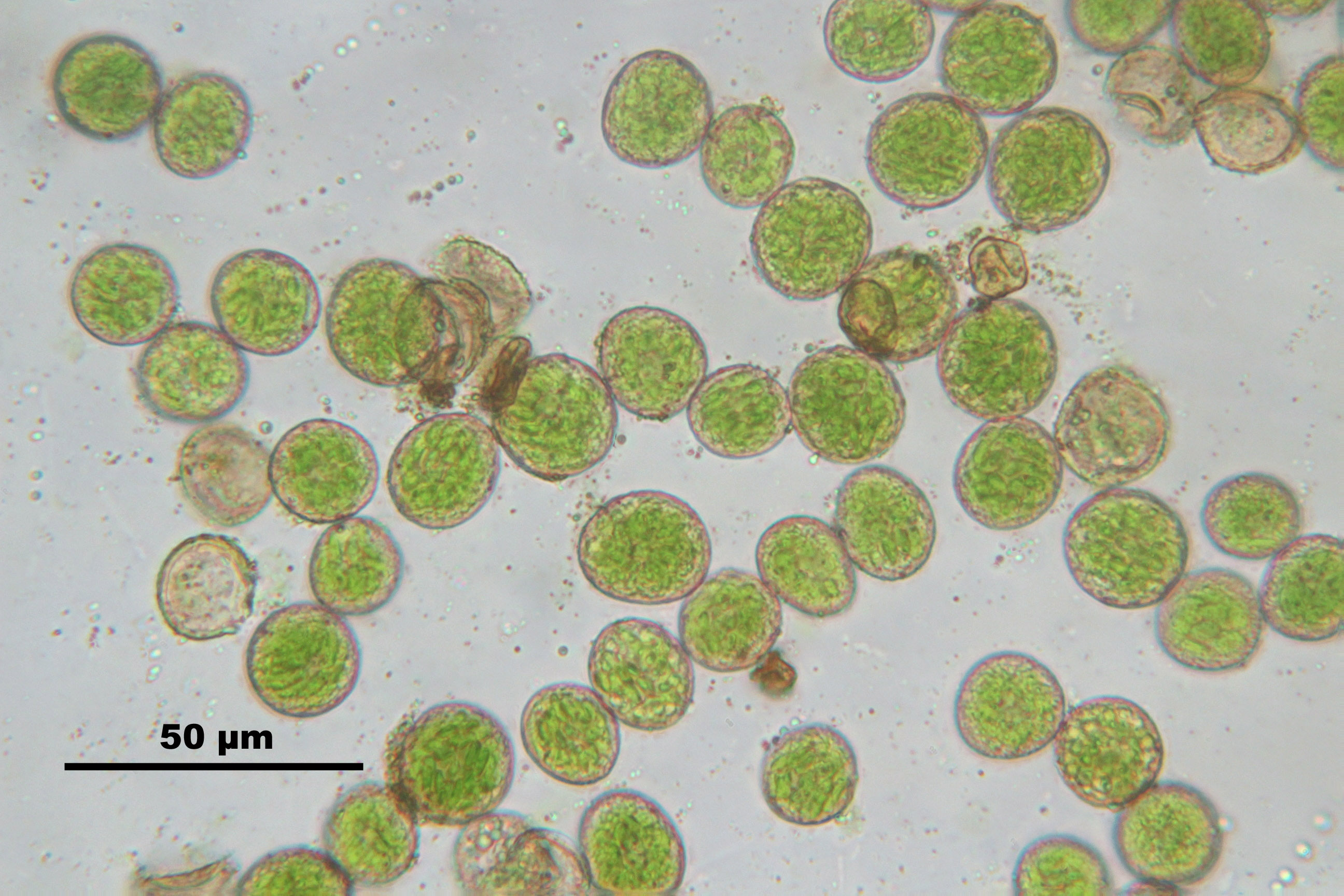

## Характеристика
Рослини від середніх до великих, у щільних або нещільних пучках, від світло-зеленого до золотистого або коричнево-жовтого кольору. Стебла до 5 см, помірно щільно перисті, гілки 5–7 мм, вигнуті, відокремлені від субстрату. Стеблові листки прямовисні, притиснуті, трикутно-ланцетні, (1.3)1.8–2.4 × (0.4)0.6–0.8 мм; поля рівні або часто загнуті місцями, зубчасті; верхівка загострена або поступово звужена. Гілкові листки від притиснутих до прямовисних коли сухі, розпростерті коли вологі, вузько-ланцетні, 1–2 × 0.2–0.5 мм; краї рівні або загнуті місцями, зубчасті або зубчасті проксимально, цілі або дрібно зубчасті дистально; верхівка загострена. Вид дводомний. Коробочкова ніжка гладка, червонувато-коричнева, до 1.5 см завдовжки. Коробочкова ніжка 1–2 см, шорстка. Спорова коробочка прямовисна, циліндрична, пряма чи злегка зігнута, 2–3 мм. Спори 15–19 мкм.